# Роб Портман
Роберт Джонс «Роб» Портман (англ. Robert Jones «Rob» Portman; нар. 19 грудня 1955, Цинциннаті, Огайо) — американський юрист та політик-республіканець. Молодший сенатор США від штату Огайо з 2011 року. Раніше він був торговим представником США з 2005 по 2006 і директором Бюро з управління і бюджету з 2006 по 2007 рік. Співзасновник і співголова Групи підтримки України в Сенаті США.

## Біографія
У 1979 році отримав ступінь бакалавра в Дартмутському коледжі, а у 1984 — юридичну освіту в Університеті штату Мічиган. Він працював юристом у Білому домі за часів Джорджа Буша-старшого. Був членом Палати представників Конгресу США з 1993 по 2005 роки.
9 лютого 2015 року став одним із засновників Групи підтримки України в Сенаті США.
|                                 | Скасування санкцій проти Росії за будь-яких обставин, крім зміни її поведінки, яке і призвело до санкцій - це небезпечний меседж для всього світу, де вже поставлені під сумнів цінності керівництва США і довіру до зобов'язань Штатів перед світом. |
| — заява сенатора. 27 січня 2017 | |

## Нагороди
- Орден «За заслуги» I ст. (Україна, 23 серпня 2022) — за значні особисті заслуги у зміцненні міждержавного співробітництва, підтримку державного суверенітету та територіальної цілісності України, вагомий внесок у популяризацію Української держави у світі[11]